# Thomas Francis Wade
Sir Thomas Wade (25. srpna 1818, Londýn, Spojené království – 31. července 1895, Cambridge, Spojené království) byl britský diplomat a sinolog, který vyvinul tzv. Wade-Gilesův romanizační systém čínštiny.

## Životopis
Pocházel z armádní rodiny a po promoci na Trinity College v Cambridge vstoupil do armády. V roce 1842 byl poslán do Číny, kde se začal zajímat o čínštinu a začal ji studovat. Nakonec se stal tlumočníkem. V roce 1845 se stal členem diplomatického sboru a sloužil na různých místech v Nankingu, Hongkongu, Pekingu. Byl u jednání o ukončení druhé opiové válce.
V roce 1875 byl povýšen do rytířského stavu. Po odchodu do penze v roce 1883, ho o pět let později univerzita v Cambridge zvolila prvním profesorem čínštiny.
Byl manželem Amelie Herschel (1841-1926), dcery Johna Herschela, anglického astronoma.

## Dílo
Již během své vojenské a diplomatické kariéry vydal v roce 1859 svůj Peking Syllabary, v kterém předložil romanizační systém jež později rozšířil Herbert Giles. Tento systém byl nazván Wade-Gilesův a byl používán na západě i v Číně i dlouho po zavedení oficiálního Pinyin zápisu v roce 1958.